# (13478) Fraunhofer
(13478) Fraunhofer (1976 DB1) – planetoida z pasa głównego asteroid okrążająca Słońce w ciągu 2,67 lat w średniej odległości 1,92 j.a. Odkryta 27 lutego 1976 roku.